# Bowling Green (New York)
Le Bowling Green est un petit jardin public du quartier de Lower Manhattan à New York, situé au pied de Broadway, près du site du quartier hollandais de La Nouvelle-Amsterdam. Construit en 1733, son nom vient du fait qu'il comportait à l'origine un boulingrin (bowling green). En forme de goutte d'eau, il est le parc public le plus ancien de New York, et il est encore à ce jour entouré par une barrière datant du XVIIIe siècle. Au nord du jardin se trouve la sculpture du taureau de Wall Street (Charging Bull).
Le Bowling Green Fence and Park fait partie du Registre national des lieux historiques.

## Historique

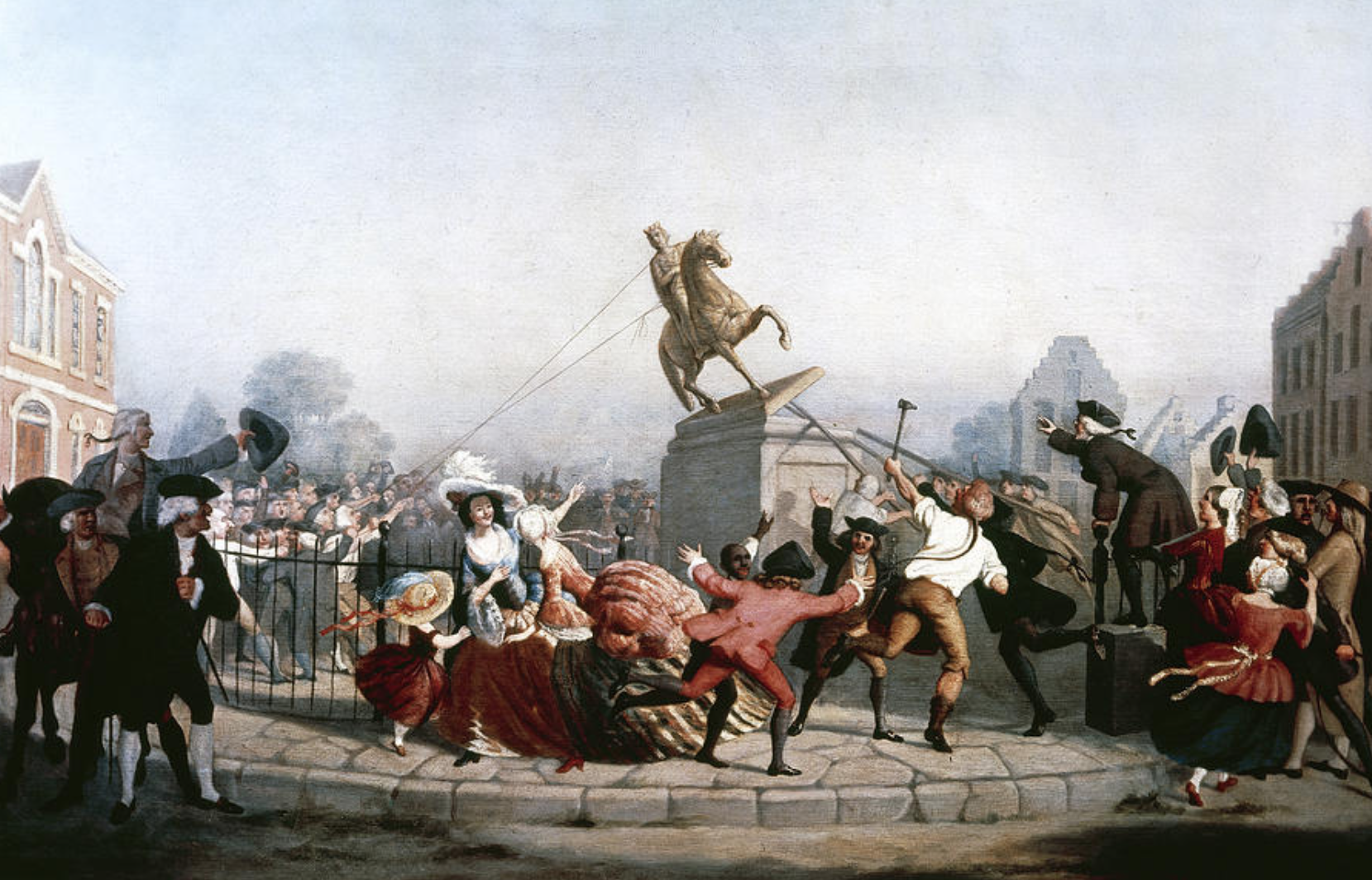
En 1776, pendant la guerre d'indépendance, déboulonnage de la statue équestre de George III sur Bowling Green.

## Monuments voisins
(dans le sens des aiguilles d'une montre)
- Alexander Hamilton US Custom House au Sud
- 1 Broadway, the United States Lines-Panama Pacific Line Building
- Bowling Green Building, 11 Broadway (1895–98, W. and G. Audsley, puis siège de White Star Line)
- Cunard Building, 25 Broadway (1921, Benjamin Wistar Morris et Carrère and Hastings (en))
- 26 Broadway, Standard Oil Company Building (1922, Carrère and Hastings et Shreve, Lamb and Blake)
- 2 Broadway (1959–60, Emery Roth & Sons, 1999 Skidmore, Owings and Merrill)
- La sculpture du Taureau de Wall Street jouxte le parc depuis 1989. La statue Fearless Girl lui a fait face de 2017 à 2018.

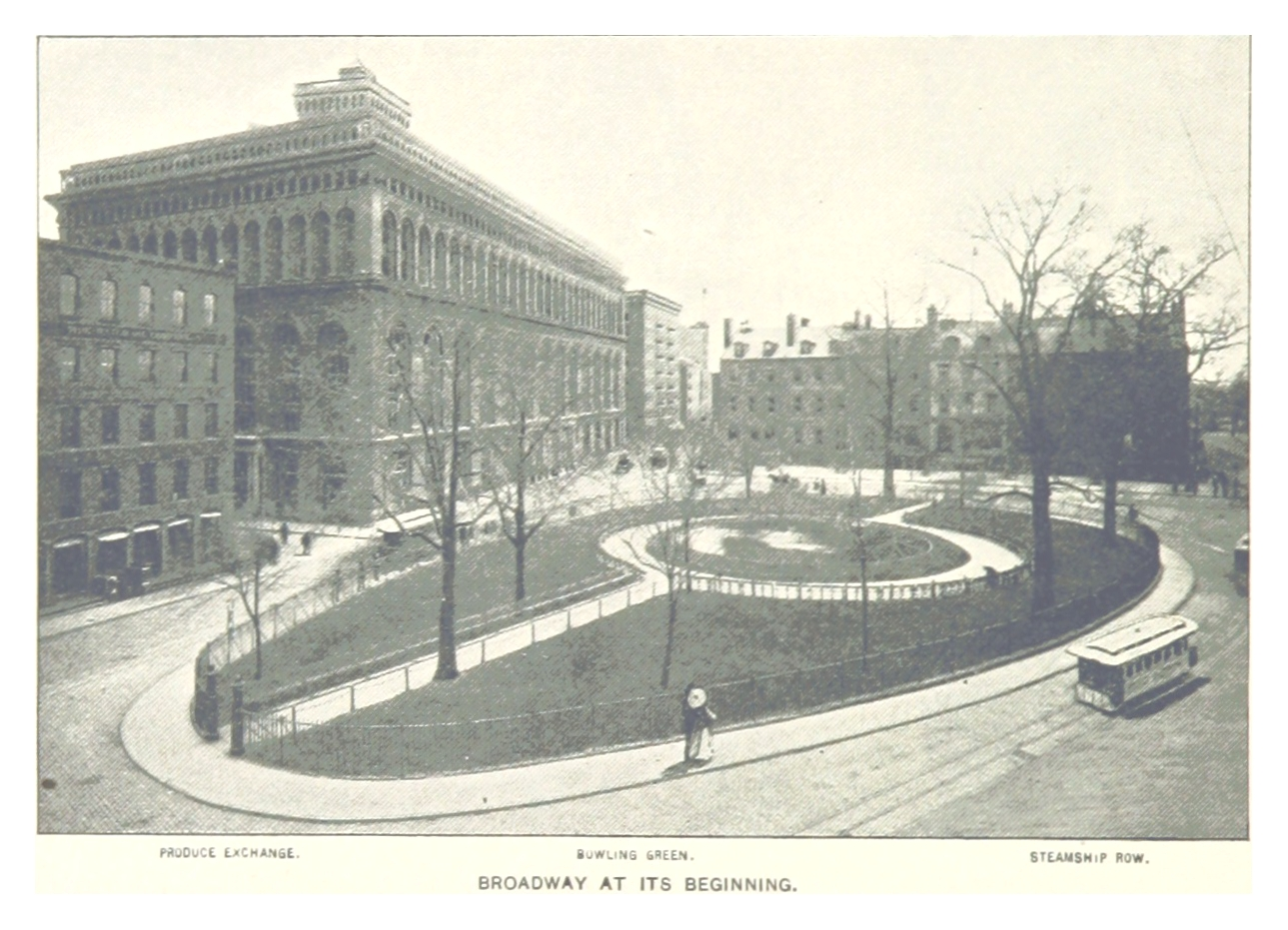
Le parc en 1893.
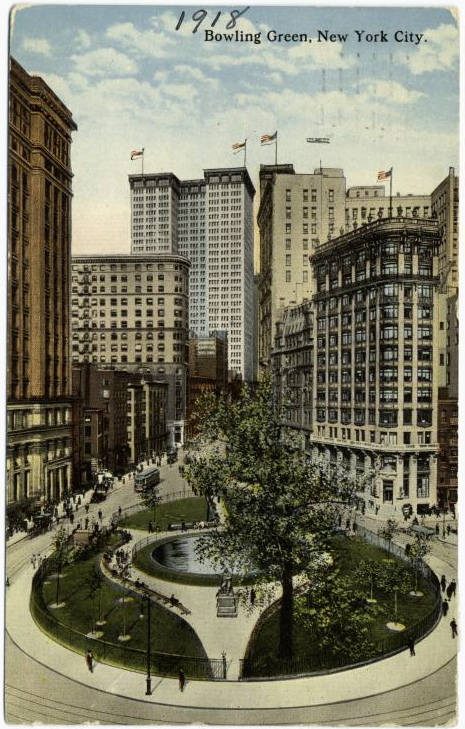
Le parc en 1918.
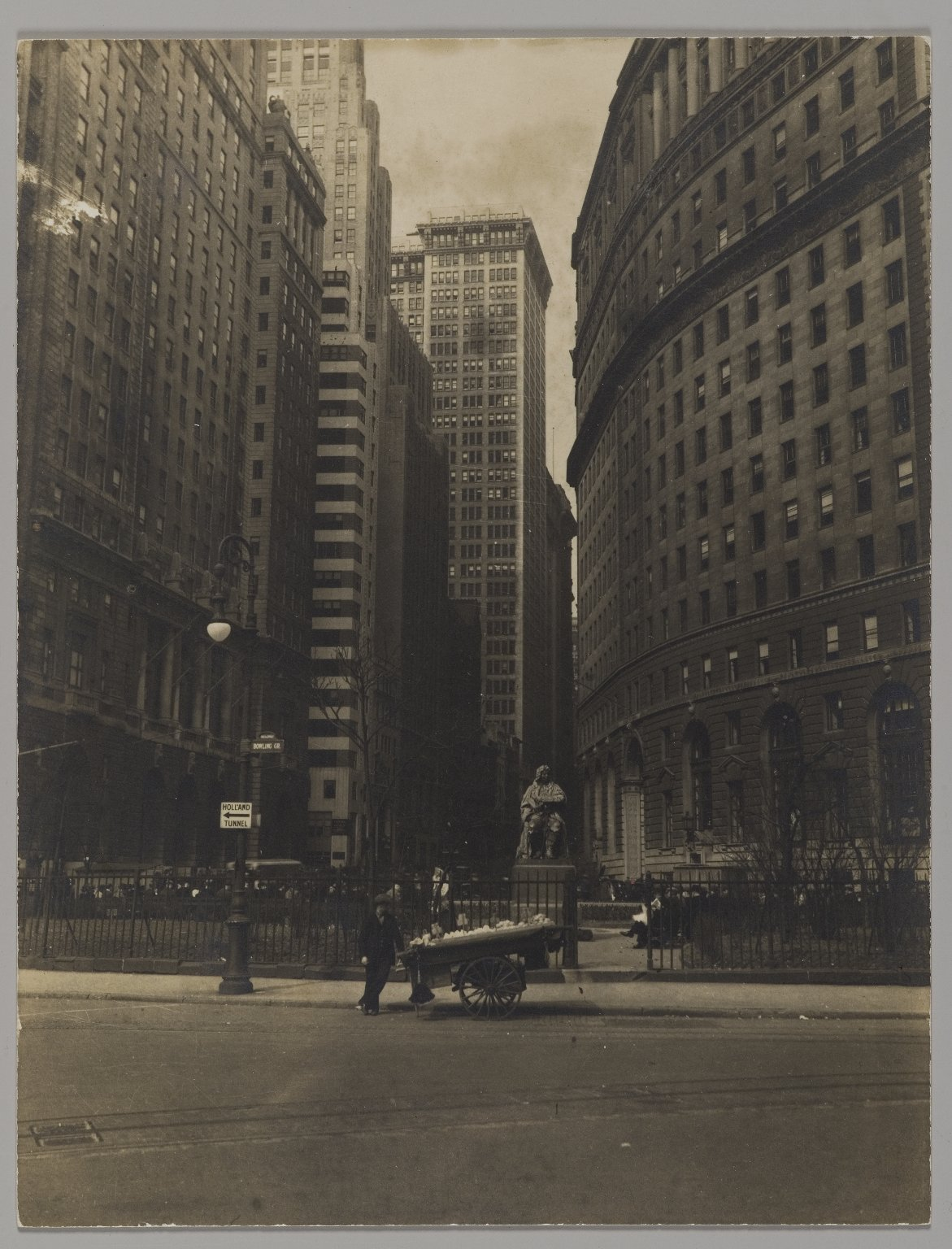
Le parc au début du XXe siècle.
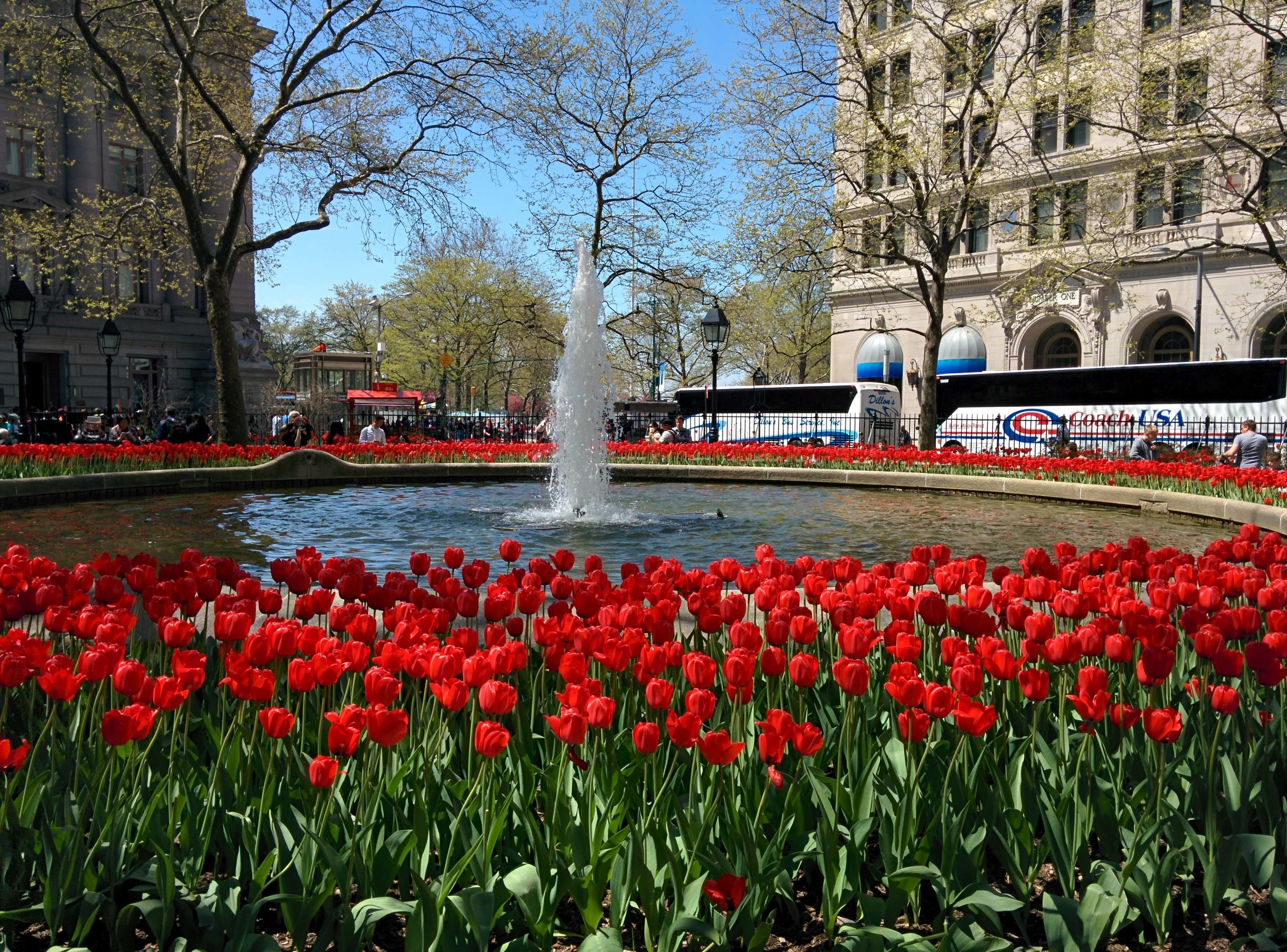
La fontaine.